# Dowód (polskie postępowanie administracyjne)
Dowód – zgodnie z polskim Kodeksem postępowania administracyjnego dowodem w postępowaniu administracyjnym jest wszystko, co może przyczynić się do wyjaśnienia sprawy, a nie jest sprzeczne z prawem. W szczególności dowodem mogą być dokumenty, zeznania świadków, opinie biegłych oraz oględziny. Wyliczenie to nie jest katalogiem zamkniętym, dopuszczalne są również dowody niewymienione w Kodeksie.

## Ogólne zasady
Art. 7 Kodeksu postępowania administracyjnego zawiera zasadę prawdy obiektywnej. Zgodnie z nią organ ma obowiązek podjąć wszelkie kroki niezbędne do dokładnego wyjaśnienia stanu faktycznego konkretnej sprawy. Z zasady tej wynika, iż kompetencja do zebrania i rozpatrzenia całego materiału dowodowego należy do organu administracji publicznej, a nie do strony postępowania.
Strona również może zgłaszać wnioski dowodowe, ponieważ zgodnie z art. 78 § 1 Kodeksu postępowania administracyjnego żądanie strony dotyczące przeprowadzenia dowodu należy uwzględnić, jeżeli przedmiotem dowodu jest okoliczność mająca znaczenie dla sprawy. Jednak organ administracji publicznej może nie uwzględnić żądania strony, które nie zostało zgłoszone w toku przeprowadzania dowodów lub w czasie rozprawy, jeżeli żądanie to dotyczy okoliczności już stwierdzonych innymi dowodami.
Organ administracji publicznej ma obowiązek w sposób wyczerpujący zebrać i rozpatrzyć cały materiał dowodowy. Organ może w każdym stadium postępowania zmienić, uzupełnić lub uchylić swoje postanowienie dotyczące przeprowadzenia dowodu. Fakty powszechnie znane oraz fakty znane organowi z urzędu nie wymagają dowodu. Fakty znane organowi z urzędu należy zakomunikować stronie.
Strona powinna być zawiadomiona o miejscu i terminie przeprowadzenia dowodu ze świadków, biegłych lub oględzin przynajmniej na siedem dni przed terminem. Strona ma prawo brać udział w przeprowadzeniu dowodu, może zadawać pytania świadkom, biegłym i stronom oraz składać wyjaśnienia.
Jeżeli przedmiotem postępowania administracyjnego jest nałożenie na stronę obowiązku bądź ograniczenie lub odebranie stronie uprawnienia, a w tym zakresie pozostają niedające się usunąć wątpliwości co do stanu faktycznego, wątpliwości te są rozstrzygane na korzyść strony.
Powyżej zasady nie stosuje się w przypadkach:
- jeżeli w sprawie uczestniczą strony o spornych interesach lub wynik postępowania ma bezpośredni wpływ na interesy osób trzecich;
- jeżeli przepisy odrębne wymagają od strony wykazania określonych faktów;
- jeżeli wymaga tego ważny interes publiczny, w tym istotny interes państwa, a w szczególności jego bezpieczeństwa, obronności lub porządku publicznego;
- w sprawach osobowych funkcjonariuszy oraz żołnierzy zawodowych.

Jeżeli po wyczerpaniu środków dowodowych lub z powodu ich braku pozostały niewyjaśnione fakty istotne dla rozstrzygnięcia sprawy, organ administracji publicznej dla ich wyjaśnienia może przesłuchać stronę. Jeżeli ktoś, kto był obowiązany do osobistego stawienia się, mimo wezwania nie stawił się bez uzasadnionej przyczyny jako świadek lub biegły albo bezzasadnie odmówił złożenia zeznania, wydania opinii, okazania przedmiotu oględzin albo innej czynności urzędowej, może być ukarany przez organ przeprowadzający dowód grzywną do 50 zł, a w razie ponownego niezastosowania się do wezwania – grzywną do 200 zł.

## Rodzaje dowodów

### Rodzaje dokumentów
Wyróżnia się dwa rodzaje dowodów z dokumentu:
1. dokument urzędowy – dokument sporządzony w przepisanej formie przez powołane do tego organy państwowe w zakresie ich działania. Stanowią dowód tego, co zostało w nich urzędowo stwierdzone. Dokument ten korzysta z domniemania prawdziwości, czyli autentyczności pochodzenia takiego dokumentu od jego wystawcy. Możliwe jest przeprowadzenie dowodu przeciwko treści dokumentów urzędowych.
2. dokument prywatny – każdy dokument pisemny, który nie spełnia kryteriów dokumentu urzędowego. Dokument prywatny korzysta z domniemania prawdziwości i autentyczności pochodzenia odnośnie do zawartego w nim oświadczenia od wystawcy, który go własnoręcznie podpisał. Stanowi on dowód tego, że osoba, która go podpisała, złożyła oświadczenie zawarte w dokumencie. Dokument prywatny musi być podpisany przez wystawcę.

Jeżeli przepis prawa nie wymaga urzędowego potwierdzenia określonych faktów lub stanu prawnego w drodze zaświadczenia właściwego organu administracji, organ administracji odbiera od strony, na jej wniosek, oświadczenie złożone pod rygorem odpowiedzialności za fałszywe zeznania.
Jeżeli dokument znajduje się w aktach organu lub podmiotu mającego kompetencję w danej sprawie, wystarczy przedstawić urzędowo poświadczony przed ten organ lub podmiot odpis lub wyciąg z dokumentu. Organ administracji publicznej zażąda udzielenia odpisu lub wyciągu, jeżeli strona sama uzyskać ich nie może. Gdy organ uzna za konieczne przejrzenie oryginału dokumentu, może wystąpić o jego dostarczenie.

### Odpis dokumentu
Zamiast oryginału dokumentu strona może złożyć odpis dokumentu, jeżeli jego zgodność z oryginałem została poświadczona przez notariusza albo przez występującego w sprawie pełnomocnika strony będącego adwokatem, radcą prawnym, rzecznikiem patentowym lub doradcą podatkowym. Jeżeli odpis dokumentu został sporządzony na piśmie utrwalonym w postaci elektronicznej, poświadczenie jego zgodności z oryginałem dokonuje się przy użyciu kwalifikowanego podpisu elektronicznego albo podpisu zaufanego. Odpisy dokumentów poświadczane elektronicznie sporządzane są w formatach danych określonych w przepisach wydanych na podstawie art. 18 pkt 1 ustawy z dnia 17 lutego 2005 o informatyzacji działalności podmiotów realizujących zadania publiczne.
Poświadczenia zgodności odpisu dokumentu z oryginałem, na żądanie strony dokonuje również upoważniony pracownik organu prowadzącego postępowanie, któremu został okazany oryginał dokumentu wraz z odpisem. Poświadczenie obejmuje podpis pracownika, datę i oznaczenie miejsca sporządzenia poświadczenia, a na żądanie strony, również godzinę poświadczenia. Jeżeli dokument zawiera cechy szczególne w postaci dopisków, poprawek lub uszkodzeń, należy stwierdzić to w poświadczeniu.
Zawarte w odpisie dokumentu poświadczenie zgodności z oryginałem przez występującego w sprawie pełnomocnika strony będącego adwokatem, radcą prawnym, rzecznikiem patentowym lub doradcą podatkowym albo przez upoważnionego pracownika organu prowadzącego postępowanie ma charakter dokumentu urzędowego. Jeżeli jest to uzasadnione okolicznościami sprawy, organ administracji publicznej może zażądać od strony składającej odpis dokumentu przedłożenia oryginału dokumentu.

### Dowód z zeznań świadka
Świadkiem staje się osoba z chwilą otrzymania wezwania do stawienia się w danym miejscu i czasie, celem złożenia wyjaśnień. Do świadka w postępowaniu administracyjnym stosuje się odpowiednio przepisy z Kodeksu karnego, dotyczące składania fałszywych zeznań.
Kodeks postępowania administracyjnego nie zawiera definicji świadka, jednak znajduje się w nim wyliczenie osób, które świadkiem nie mogą być. Są to następujące osoby:
1. osoby niezdolne do spostrzegania lub komunikowania swych spostrzeżeń;
2. osoby obowiązane do zachowania w tajemnicy informacji niejawnych na okoliczności objęte tajemnicą, jeżeli nie zostały w trybie określonym obowiązującymi przepisami zwolnione od obowiązku zachowania tej tajemnicy;
3. duchowni co do faktów objętych tajemnicą spowiedzi.

Nikt nie ma prawa odmówić zeznań w charakterze świadka, z wyjątkiem małżonka strony, wstępnych, zstępnych i rodzeństwa strony oraz jej powinowatych pierwszego stopnia, jak również osób pozostających ze stroną w stosunku przysposobienia, opieki lub kurateli. Prawo odmowy zeznań trwa także po ustaniu małżeństwa, przysposobienia, opieki lub kurateli. W charakterze świadka nie może być przesłuchany również mediator co do faktów, o których dowiedział się w związku z prowadzeniem mediacji, chyba że uczestnicy mediacji zwolnią go od obowiązku zachowania tajemnicy mediacji.
Świadek może odmówić odpowiedzi na pytania, gdy odpowiedź mogłaby narazić jego lub jego bliskich na odpowiedzialność karną, hańbę lub bezpośrednią szkodę majątkową albo spowodować naruszenie obowiązku zachowania prawnie chronionej tajemnicy zawodowej. Przed odebraniem zeznania organ administracji publicznej uprzedza świadka o prawie odmowy zeznań i odpowiedzi na pytania oraz o odpowiedzialności za fałszywe zeznania.

### Dowód z opinii biegłego
Gdy w sprawie wymagane są wiadomości specjalne, organ administracji publicznej może zwrócić się do biegłego lub biegłych o wydanie opinii. Dotyczy to spraw, w których organ dla właściwego rozstrzygnięcia musi zasięgnąć opinii eksperta z danej dziedziny. Wiadomości specjalne to takie informacje, które nie są znane przeciętnemu człowiekowi, a zdobywa się je w drodze specjalistycznego wykształcenia.
Opinia biegłego powinna być sporządzona na piśmie, być wystarczająco precyzyjna, poparta twierdzeniami naukowymi oraz obiektywna. Nie zastępuje ona ostatecznego rozstrzygnięcia właściwego organu. Jej celem jest ułatwienie podjęcia przez ten organ właściwej decyzji.

### Dowód z oględzin
W razie potrzeby organ administracji publicznej może przeprowadzić oględziny. Dowód z oględzin polega na zbadaniu przedmiotu lub osoby, w celu dokonania spostrzeżeń co do ich właściwości lub stanu. Jeżeli dokonanie tych obserwacji wiąże się z uzyskaniem wiadomości specjalnych, możliwe jest dokonywanie oględzin w obecności biegłego. Jeżeli przedmiot oględzin znajduje się u osób trzecich, osoby te są obowiązane na wezwanie organu do okazania przedmiotu oględzin.